# Regnellidium diphyllum
Regnellidium diphyllum är en klöverbräkenväxtart som beskrevs av Carl Axel Magnus Lindman. Regnellidium diphyllum ingår i släktet Regnellidium och familjen Marsileaceae. Inga underarter finns listade.